# Hermann Gehri (Maler)
Hermann Gehri (* 3. September 1879 in Freiburg im Breisgau; † 27. November 1944 beim Bombenangriff auf Freiburg im Breisgau) war Professor für figürliches Zeichnen an der Großherzoglich Badischen Landeskunstschule in Karlsruhe. Er war Maler, Lithograf und Scherenschnittkünstler.

## Leben

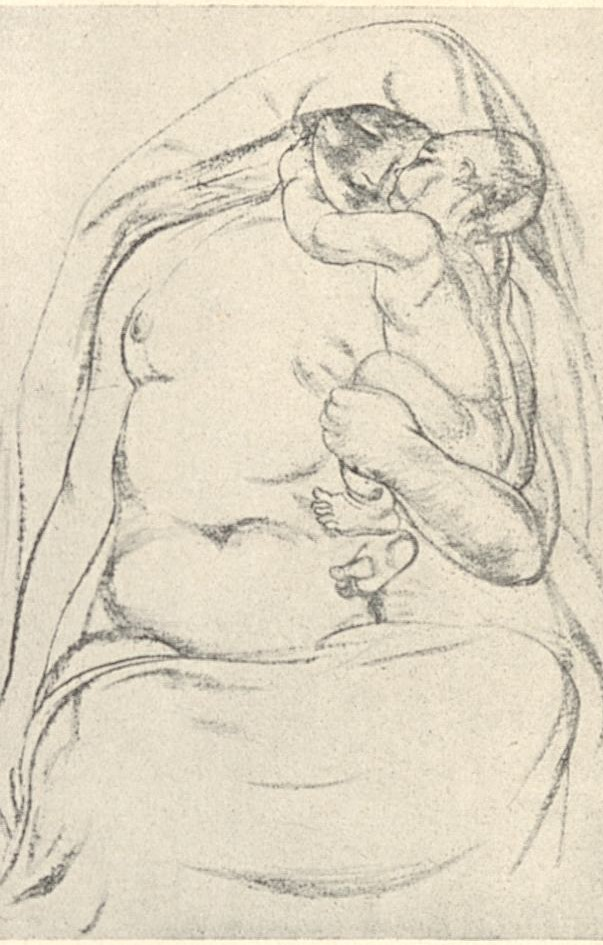
Mutter und Kind, Buchillustration (1918)

Gehri war Sohn des Schreiners Johann Gehri aus Wildtal bei Freiburg. Nachdem er 1898 am Berthold-Gymnasium Freiburg sein Abitur gemacht hatte, studierte er von 1899 bis 1905 Architektur an der Technischen Hochschule Karlsruhe. Anschließend studierte er an der Kunstakademie Dresden und später an der Landeskunstschule Karlsruhe, dort bei Ludwig Schmid-Reutte. 1905 und 1906 leistete er Wehrdienst als „Einjährig-Freiwilliger“ beim Infanterieregiment 113 in Freiburg. In den Jahren 1907 und 1908 unternahm er eine Reise nach Japan, vermutlich zusammen mit Ernst Grosse oder Otto Kümmel. 1910 folgten Reisen nach Italien, Wien, Amsterdam, Paris und Norddeutschland. Von 1912 bis 1914 war er Lehrer an der Kunstgewerbeschule Berlin.
Von 1914 bis 1916 leistete er Hilfsdienste beim Roten Kreuz in Freiburg, von 1916 bis 1919 diente er als Soldat an der Ost- und Westfront und erlitt eine schwere Verwundung mit anschließendem Lazarettaufenthalt.
Von 1920 bis 1933 lehrte er als Professor für figürliches Zeichnen an der Badischen Landeskunstschule in Karlsruhe, 1923 wurde er Mitglied des Senates. Zu seinen Schülern zählten u. a. Fridel Dethleffs-Edelmann, Walter Boeckh, Hendrik Koehler und als Privatschüler Wilhelm Kimmich.
Am 25. Juli 1933 wurde Gehri aus politischen Gründen aus dem Lehramt entlassen und arbeitete nun als freischaffender Künstler. 1937 wurde in der Nazi-Aktion „Entartete Kunst“ aus der Städtischen Sammlung Freiburg im Breisgau (Augustinermuseum) sein Aquarell Obstpflückendes Mädchen und die Zeichnung Badendes Mädchen beschlagnahmt und danach vernichtet. Im Bombenangriff 1944 auf Freiburg wurde sein Atelier (damals Schlageterstraße 5, heute Erasmusstraße) getroffen. Gehri starb dabei, und ein bedeutender Teil seines Œuvres wurde zerstört.